# Proof/no vain
「Proof/no vain」（プルーフ/ノー ベイン）は、MELLの2作目のシングル。2007年5月30日にジェネオンエンタテインメントから発売された。

## 概要
MELLにとっては前作「Red fraction」から約11ヶ月ぶりとなるシングルであり、両A面収録である。楽曲は2曲とも前作に続いてI'veのサウンドプロデューサーである高瀬一矢が作曲を手掛け、作詞はMELL自身が行っている。ジェネオンエンタテインメントより2007年5月30日に通常盤と初回限定盤の2種類が発売。初回限定盤には「no vain」のプロモーションビデオを収録したDVDが同封されている。1stアルバム『MELLSCOPE』には「no vain」のみが収録されていたが、「Proof」は2ndアルバム『MIRAGE』に収録されている。

## 収録曲
1. Proof [5:31]
作詞：MELL／作曲・編曲：高瀬一矢
  - テレビ東京系テレビアニメ『ハヤテのごとく!』第1クール・エンディングテーマ
2. no vain [5:58]
作詞：MELL／作曲・編曲：高瀬一矢
3. Proof（Instrumental）
4. no vain（Instrumental）